# Elisabethinenkirche (Linz)

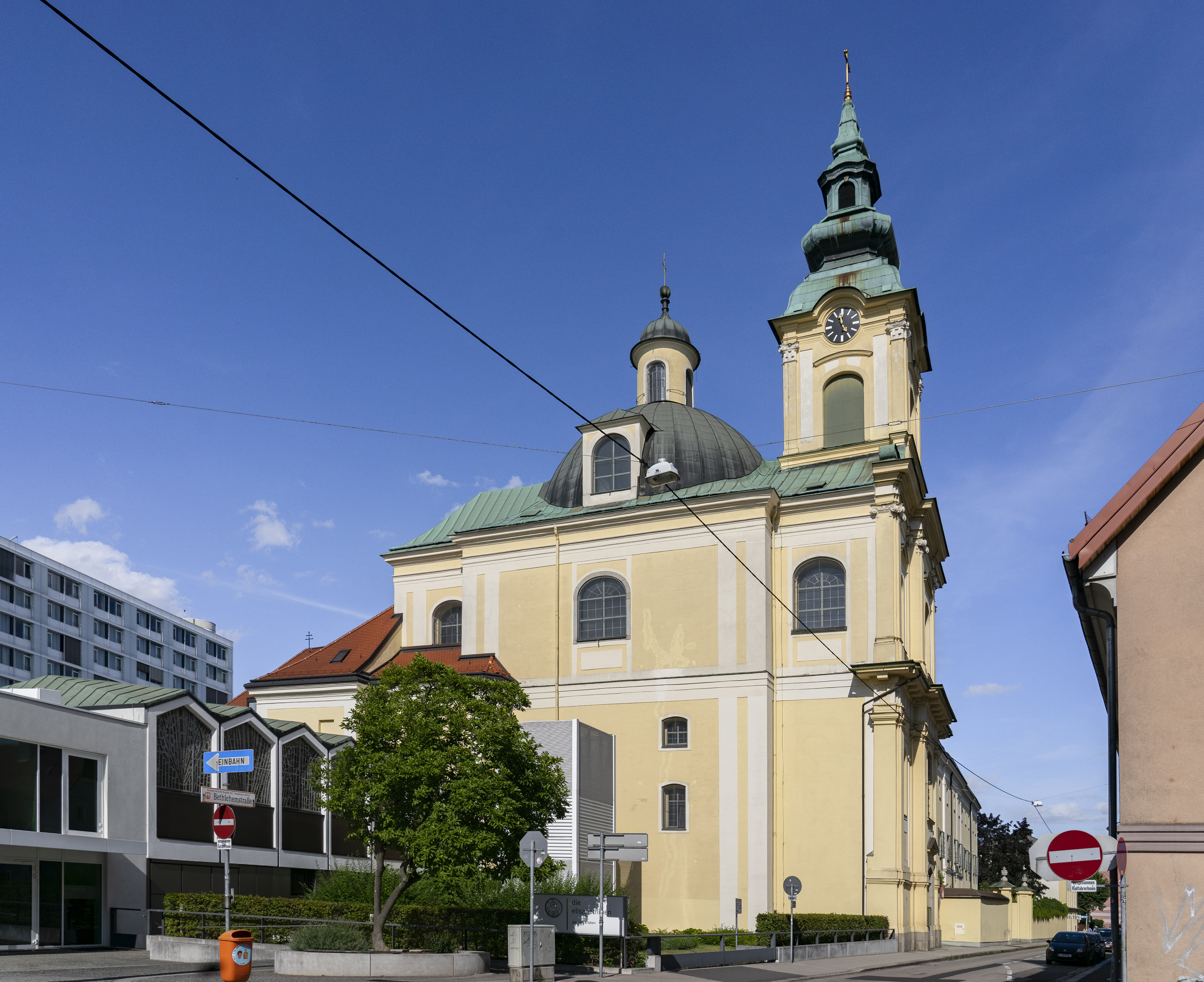
Elisabethinenkirche, Westansicht

Die römisch-katholische Elisabethinenkirche ist eine barocke Kuppelkirche in Linz (Oberösterreich), deren Architektur und Innenausstattung bereits klassizistische Einflüsse zeigen. Sie ist dem Hl. Franziskus von Assisi geweiht. Die Kirche befindet sich in der südwestlichen Ecke des Klosters der Elisabethinen.

## Geschichte
Kaiserin Maria Theresia erteilte am 26. April 1745 die Erlaubnis zur Errichtung eines Klostergebäudes für die Beherbergung erkrankter Dienstboten sowie von ansteckenden Krankheiten Befallener. Baumeister Johann Matthias Krinner erbaute das Kloster zwischen 1746 und 1749 und die Kirche nach Plänen des Wiener Baumeisters Paul Ulrich Trientl zwischen 1764 und 1768. Die Fassade und der Ausbau des Turmes wurden aus finanziellen Gründen erst 1845 fertiggestellt.  

## Beschreibung
Das Kircheninnere ist eine zweiseitig symmetrische Anlage um einen quadratischen Mittelraum. Über diesem wölbt sich die kreisrunde Kuppel mit Laterne und drei Fenstern.
Die Deckenfresken mit der Apotheose des heiligen Franziskus schuf 1768 Bartolomeo Altomonte. Um ihn herum scharen sich acht Gruppen franziskanischer Heiliger, einige Elisabethinen und viele Putten und Engel. Auf den Pendetifs, die zur Kuppel hinaufführen, sind die vier lateinischen Kirchenväter Gregorius, Hieronymus, Augustinus und Ambrosius auf gemalten Konsolen dargestellt. 
Ursprünglich befand sich am Hochaltar ein Bild des Welser Malers Andreas Heindl mit der Übergabe des Portiunkula-Ablasses durch Maria an den heiligen Franziskus. Das verschollene Bild wurde durch ein barockes Ölgemälde mit Darstellung der Kreuzigung aus der zweiten Hälfte des 18. Jahrhunderts ersetzt.

## Glocken
Ursprünglich befanden sich im Turm nur zwei Glöckchen. Durch Spenden konnte 1836 eine Turmuhr und eine größere dritte Glocke aus der Linzer Glockengießerei Hollereder angeschafft werden. Für Kriegszwecke mussten 1916 die große und die kleinste Glocke abgeliefert werden, nur die mittlere Glocke aus dem Jahr 1810 durfte bleiben. Im April 1935 wurden drei neuen Glocken aus der Glockengießerei St. Florian geweiht und die Orgel auf elektrischen Betrieb umgestellt. Am 18. Dezember 1941 mussten alle drei Glocken wiederum für Kriegszwecke abgeliefert werden. Seither hatte der Turm der Elisabethkirche keine Glocken.
2012 erhielt die Kirche vier neue Glocken.